# Dihalne mišice
Dihalne mišice so tiste prečnoprogaste mišice, ki sodelujejo pri dihanju. Pri dihanju v mirovanju je aktiven proces zgolj vdih, medtem ko je izdih pasiven in ne potrebuje dela skeletnih mišic. Pri mirnem vdihu so najpomembnejše mišice prepona in zunanje medrebrne mišice. 
Mišice, ki sodelujejo pri vdihu in omogočijo razširitev prsnega koša, imenujemo inspiracijske mišice. Povzročijo premik prsnega koša navzgor in navspred, s seboj povlečejo drobovno poprsnico in v plevralnem prostoru nastane podtlak. Potlak povzroči, da se tudi pljuča razpnejo, zato tlak v alveolih pade in v pljuča vdre zrak iz atmosfere. Zaradi elastičnega veziva v pljučih narašča sila tako imenovanega elastičnega odpora pljuč; ta sila je nasprotna sili transpulmonalnega tlaka. Ko se sili izenačita, se vdih ustavi in sledi spontan izdih. Le pri pospešenem dihanju ali pri pljučnih boleznih sodelujejo tudi pri izdihu mišice - le-te imenujemo ekspiracijske mišice.

## Inspiracijske mišice
- trebušna prepona
- zunanje medrebrne mišice
- levatorne mišice reber (musculi levatores costarum)
- skalene mišice
- musculus sternocleidomastoideus
- zgornja zadajšnja nazobčana mišica (musculus serratus posterior superior)
- sprednja nazobčana mišica (musculus serratus anterior)

Pri mirnem vdihu sodelujejo le prepona in zunanje medrebrne mišice, ostale pomagajo pri pospešenem vdihu (na primer pri naporu, boleznih).

## Ekspiracijske mišice
- notranje medrebrne mišice
- trebušne mišice
- spodnja zadajšnja nazobčana mišica (musculus serratus posterior inferior)
- musculus retractor costae
- musculus transversus thoracis
- musculus subcostalis